# 19 juin 1989
Le lundi 19 juin 1989 est le 170e jour de l'année 1989.

## Naissances
- Ögmundur Kristinsson, joueur de football islandais
- Abdelaziz Barrada, footballeur marocain
- Chen Peina, véliplanchiste chinoise
- Christopher Wylie, lanceur d'alerte canadien
- Giacomo Gianniotti, acteur canadien
- Juhani Ojala, joueur de football finlandais
- Kevin Larroyer, joueur de rugby
- Nanami Inoue, joueuse de volley-ball japonaise
- Oksana Masters, sportive américaine
- Sōta Kawatsura, athlète japonais
- Tassadit Aissou, joueuse algérienne de volley-ball
- Tayde Rodriguez, actrice mexicaine
- Thomas Thurnbichler, sauteur à ski autrichien
- Youssef Krou, joueur franco-marocain de volley-ball

## Décès
- Betti Alver (née le 23 novembre 1906), poétesse estonienne
- Pat Parker (née le 20 janvier 1944), écrivaine américaine
- Paul van Herck (né le 19 mai 1938), écrivain belge de science-fiction
- Reed Jones (né le 30 juin 1953), danseur et chorégraphe américain

## Événements
- Allemagne de l'Ouest : à Osnabruck, un civil allemand est blessé lors d'un attentat à la bombe commis par IRA-Provisoire contre un baraquement de l'armée britannique. Quatre autres bombes dont la fabrication était défectueuse n'ont pas explosé.
- Grèce : à la suite de sa victoire aux législatives et à la démission du premier ministre Andréas Papandréou, le chef de la Nouvelle démocratie (Grèce), Constantinos Mitsotakis, est chargé de former le nouveau gouvernement.
- Genève, reprise des négociations sur la réduction des armements stratégiques à longue portée (START). Elles étaient suspendues depuis le 15 novembre 1988.
- Sortie de la chanson Breakthru par le groupe Queen